# Blaibach
Blaibach – miejscowość i gmina w Niemczech, w kraju związkowym Bawaria, w rejencji Górny Palatynat, w regionie Ratyzbona, w powiecie Cham. Leży w Lesie Bawarskim, około 10 km na południowy zachód od Cham, nad rzeką Regen, przy linii kolejowej (Deggendorf–Cham).

## Dzielnice
W skład gminy wchodzą następujące dzielnice:
| - Blaibach - Blaibacher See - Dürrnwies - Gmündt - Harras - Haselstauden - Hetzenberg - Hill - Hochfeld - Kolmberg | - Kreuzbach - Lernbechermühle - Neukolmberg - Plarnhof - Pulling - Reckendorf - Spielberg - Untergschaid - Wimbach |

## Demografia
| Rok  | Liczba mieszk. |
| ---- | -------------- |
| 1970 | 1 725          |
| 1987 | 1 913          |
| 2000 | 2 065          |

## Oświata
(na 1999)

W gminie znajduje się 50 miejsc przedszkolnych (60 dzieci).